# Цибух Ірина Володимирівна
Іри́на Володи́мирівна Ци́бух (1 червня 1998, Львів, Україна — 29 травня 2024, Харківська область, Україна) — українська громадська діячка, журналістка, менеджерка департаменту Дирекції регіонального мовлення Національної суспільної телерадіокомпанії України, парамедикиня медичного батальйону «Госпітальєри». Герой України.

## Життєпис
Народилася 1 червня 1998 року в місті Львів. Навчалася у львівській середній загальноосвітній школі І—ІІІ ступенів № 91, після її закінчення вступила до Національного університету «Львівська політехніка». Працювала над проєктами для дітей: розвивала медіацентри у віддалених селах і містах України, впроваджували медіаграмотність в освітній процес. Згодом навчалася в Київській школі економіки, де мала б захищати диплом у 2022 році і здобути ступінь магістра державного управління.
Від 2015 року їздила на схід України як військова парамедикиня. У 2017 році долучилася до Суспільного мовлення, де була менеджеркою реформи і реалізовувала освітні проєкти у віддалених селах Донеччини й Луганщини. Працювала з філіями, готувала міжрегіональні спецефіри, втілювала грантові проєкти та знімала документальні фільми, була медіатренеркою.
Разом із колегами з Суспільного Ірина перемогла в конкурсі професійної журналістики «Честь професії» у 2021 році в категорії «Найкраща публіцистика в локальному медіа» та стала фіналісткою в номінації «Найкращий репортаж» 2018 року.
На момент початку повномасштабного вторгнення Росії в Україну 24 лютого 2022 року перебувала на сході України: 22 та 23 лютого в Покровську та Краматорську Цибух презентувала свій документальний фільм «Відстань» про дітей із віддалених сіл Донеччини й Луганщини, яким бракує інклюзії. 24 лютого презентація мала відбутися в Сіверськодонецьку, а наступного дня — в Києві. Найближчим часом повернулася на Київщину і долучилася до добровольчого медичного батальйону «Госпітальєри», де зайняла позицію старшої 5-го екіпажу.
Врятувала чимало бійців, ризикуючи життям під час евакуацій. Регулярно з'являлася в медіа, надавала інформацію журналістам про роботу парамедиків та медиків у зоні бойових дій, інформувала про можливості навчання й підготовки добровольців для надання домедичної допомоги.
Під час повномасштабного вторгнення Цибух опублікувала низку випусків подкасту «Щоденник подкаст Чеки» спільно з медіа «Свідомі».
У березні 2024 Ірина Цибух стала лавреаткою премії «Української правди» «УП-100. Сила жінок».
29 травня 2024 року загинула під час ротації на Харківському напрямку. 2 червня 2024 року з Іриною прощалися у Михайлівському Золотоверхому соборі та на Майдані Незалежності. 3 червня 2024 року Ірину поховали на Марсовому полі у Львові.
У вересні 2024 року петиція про надання Ірині Цибух звання Герой України зібрала необхідних 25 тисяч голосів. У листопаді того ж року Український Жіночий Конгрес посмертно нагородив Ірину Цибух за визначні досягнення у сфері розвитку гендерної рівності та жіночого лідерства, відзнаку прийняла мати військовослужбовиці Оксана Цибух. 

## Нагороди
- Звання Герой України з удостоєнням ордена «Золота Зірка» (26 лютого 2025, посмертно) — за особисту мужність і героїзм, виявлені у захисті державного суверенітету та територіальної цілісності України, самовіддане служіння Українському народові[18].
- Орден «За заслуги» III ступеня (16 листопада 2023) — за вагомий особистий внесок у розвиток телебачення, радіомовлення і зв'язку в Україні, мужність і самовідданість, виявлені у захисті державного суверенітету та територіальної цілісності України, вірність Українському народові і Військовій присязі, багаторічну сумлінну працю[19].
- Орден «За мужність» ІІІ ступеня (28 червня 2024, посмертно) — за значні заслуги у зміцненні української державності, мужність і самовідданість, виявлені у захисті суверенітету та територіальної цілісності України, вагомий особистий внесок у розвиток різних сфер суспільного життя, сумлінне виконання професійного обов'язку[20].